# Campus de Ciudad Real
El Campus  de Ciudad Real es un campus universitario de la Universidad de Castilla-La Mancha localizado en Ciudad Real (España). Oferta estudios de pregrado y posgrado en humanidades, ciencias sociales, ciencias naturales, ciencias de la salud e ingeniería.

## Información académica

### Organización
El Campus de Ciudad Real se  organiza en facultades y escuelas universitarias. Estas, a su vez, se dividen en departamentos. El Campus está conformado por cuatro facultades y seis escuelas:
- Facultad de Medicina
- Facultad de Ciencias Químicas
- Facultad de Derecho y Ciencias Sociales
- Facultad de Letras
- Facultad de Educación
- Escuela Técnica Superior de Ingenieros de Caminos y Puertos
- Escuela Superior de Informática
- Escuela Técnica Superior de Ingenieros Industriales
- Escuela Universitaria de Ingenieros Técnicos Agrícolas
- Escuela Universitaria de Enfermería

## Tradiciones y cultura
El Campus de Ciudad Real organiza anualmente, en el mes de mayo, el Ciclo de Cine Francés de Ciudad Real. Las películas se proyectan en versión original subtitulada y algunas de ellas se estrenan en España con este festival.

## Comunidad

### Estudiantes
En el curso académico 2011-2012, el Campus de Ciudad Real contaba con 9.025 estudiantes.

### Antiguos profesores

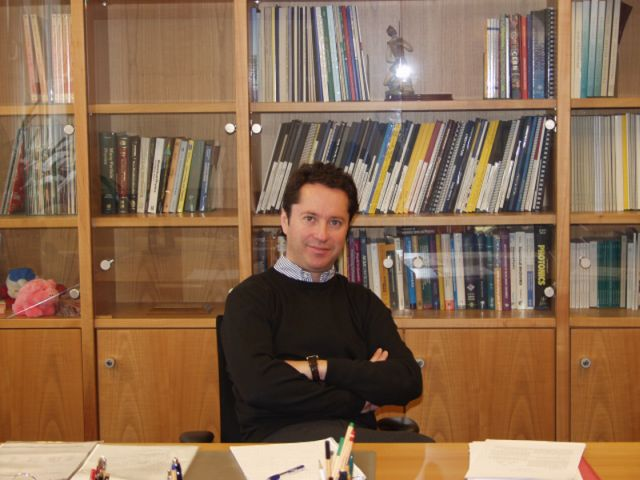
Ignacio Cirac en su despacho de la Sociedad Max Planck de Alemania

Entre los antiguos profesores del Campus de Ciudad Real se encuentra el físico Ignacio Cirac, Premio Príncipe de Asturias de Investigación Científica y Técnica y Premio Wolf en Física por sus investigaciones en computación cuántica.